# Fatih Aksoy
Fatih Aksoy (Scutari, 6 novembre 1997) è un calciatore turco, difensore dell'Alanyaspor.

## Caratteristiche tecniche
È un difensore centrale.

## Carriera
Cresciuto nel settore giovanile del Beşiktaş, ha esordito in prima squadra il 29 novembre 2016 disputando l'incontro di Türkiye Kupası vinto 1-1 contro il Darıca Gençlerbirliği. Il 15 gennaio 2019 è stato ceduto in prestito al Sivasspor.

## Statistiche
Statistiche aggiornate al 12 marzo 2020.

### Presenze e reti nei club
| Stagione        | Squadra         | Campionato      | Campionato | Campionato | Coppe nazionali | Coppe nazionali | Coppe nazionali | Coppe continentali | Coppe continentali | Coppe continentali | Altre coppe | Altre coppe | Altre coppe | Totale | Totale | Totale |
| Stagione        | Squadra         | Comp            | Pres       | Reti       | Comp            | Pres            | Reti            | Comp               | Pres               | Reti               | Comp        | Pres        | Reti        | Pres   | Reti   |        |
| --------------- | --------------- | --------------- | ---------- | ---------- | --------------- | --------------- | --------------- | ------------------ | ------------------ | ------------------ | ----------- | ----------- | ----------- | ------ | ------ | ------ |
| 2016-2017       | Beşiktaş        | SL              | 0          | 0          | CT              | 6               | 0               | UCL+UEL            | 0                  | 0                  |             | -           | -           | 6      | 0      |        |
| 2017-2018       | Beşiktaş        | SL              | 3          | 0          | CT              | 3               | 0               | UCL                | 0                  | 0                  |             | -           | -           | 6      | 0      |        |
| 2018-gen. 2019  | Beşiktaş        | SL              | 2          | 0          | CT              | 0               | 0               | UEL                | 4                  | 0                  |             | -           | -           | 6      | 0      |        |
| Totale Beşiktaş | Totale Beşiktaş | Totale Beşiktaş | 5          | 0          |                 | 9               | 0               |                    | 4                  | 0                  |             | 0           | 0           | 18     | 0      |        |
| gen.-giu. 2019  | Sivasspor       | SL              | 8          | 1          | CT              | 0               | 0               |                    | -                  | -                  |             | -           | -           | 8      | 1      |        |
| 2019-2020       | Sivasspor       | SL              | 16         | 0          | CT              | 7               | 0               |                    | -                  | -                  |             | -           | -           | 23     | 0      |        |
| Totale carriera | Totale carriera | Totale carriera | 29         | 1          |                 | 16              | 0               |                    | 4                  | 0                  |             | 0           | 0           | 49     | 1      |        |

## Palmarès
- Campionato turco: 1

Beşiktaş: 2016-2017